# ديارعوض بن عمر (تريم)
'

تعديل مصدري - تعديل

ديارعوض بن عمر هي إحدى قرى عزلة تريم بمديرية تريم التابعة لمحافظة حضرموت، بلغ تعداد سكانها 85 نسمة حسب تعداد اليمن لعام 2004.